# Eleições autárquicas portuguesas de 2009 nos Açores
| Eleições autárquicas portuguesas de 2009 Distritos: Aveiro \| Beja \| Braga \| Bragança \| Castelo Branco \| Coimbra \| Évora \| Faro \| Guarda \| Leiria \| Lisboa \| Portalegre \| Porto \| Santarém \| Setúbal \| Viana do Castelo \| Vila Real \| Viseu \| Açores \| Madeira |

## Resultados por Concelho
Os resultados nos Concelhos da Região Autónoma dos Açores foram os seguintes:

### Angra do Heroísmo

#### Câmara Municipal
| Partido                 | Partido                        | Votos  | %               | +/-   | Vereadores | +/-     |
| ----------------------- | ------------------------------ | ------ | --------------- | ----- | ---------- | ------- |
|                         | Partido Socialista             | 8 184  | 45,59 / 100,00  | 11,96 | 3 / 7      | 2       |
|                         | Partido Social Democrata       | 6 419  | 35,76 / 100,00  | 1,69  | 3 / 7      | 1       |
|                         | CDS – Partido Popular          | 2 479  | 13,81 / 100,00  | 10,05 | 1 / 7      | 1       |
|                         | Bloco de Esquerda              | 303    | 1,69 / 100,00   | 0,36  | 0 / 7      | Estável |
|                         | Coligação Democrática Unitária | 192    | 1,07 / 100,00   | 0,20  | 0 / 7      | Estável |
| Votos Inválidos         | Votos Inválidos                | 374    | 2,08 / 100,00   | 0,35  |            |         |
| Total                   | Total                          | 17 951 | 100,00 / 100,00 |       | 7 / 7      |         |
| Eleitorado/Participação | Eleitorado/Participação        | 31 977 | 56,14 / 100,00  | 1,28  |            |         |

#### Assembleia Municipal
| Partido                 | Partido                        | Votos  | %               | +/-   | Deputados | +/-     |
| ----------------------- | ------------------------------ | ------ | --------------- | ----- | --------- | ------- |
|                         | Partido Socialista             | 7 789  | 43,39 / 100,00  | 10,85 | 10 / 21   | 2       |
|                         | Partido Social Democrata       | 6 392  | 35,61 / 100,00  | 1,40  | 8 / 21    | Estável |
|                         | CDS – Partido Popular          | 2 572  | 14,33 / 100,00  | 8,79  | 3 / 21    | 2       |
|                         | Bloco de Esquerda              | 522    | 2,91 / 100,00   | 1,04  | 0 / 21    | Estável |
|                         | Coligação Democrática Unitária | 248    | 1,38 / 100,00   | 0,03  | 0 / 21    | Estável |
| Votos Inválidos         | Votos Inválidos                | 427    | 2,38 / 100,00   | 0,36  |           |         |
| Total                   | Total                          | 17 950 | 100,00 / 100,00 |       | 21 / 21   |         |
| Eleitorado/Participação | Eleitorado/Participação        | 31 977 | 56,13 / 100,00  | 1,29  |           |         |

#### Juntas de Freguesia
| Partido                 | Partido                        | Votos  | %               | +/-  | Presidentes | Mandatos  | +/-     |
| ----------------------- | ------------------------------ | ------ | --------------- | ---- | ----------- | --------- | ------- |
|                         | Partido Socialista             | 8 190  | 45,62 / 100,00  | 8,58 | 13 / 19     | 76 / 157  | 15      |
|                         | Partido Social Democrata       | 6 952  | 38,73 / 100,00  | 3,78 | 5 / 19      | 68 / 157  | 7       |
|                         | CDS – Partido Popular          | 1 603  | 8,93 / 100,00   | 2,35 | 0 / 19      | 8 / 157   | 3       |
|                         | Grupo de Cidadãos              | 379    | 2,11 / 100,00   | -    | 1 / 19      | 5 / 157   | -       |
|                         | Coligação Democrática Unitária | 227    | 1,26 / 100,00   | 0,52 | 0 / 19      | 0 / 157   | Estável |
|                         | Bloco de Esquerda              | 138    | 0,77 / 100,00   | 0,03 | 0 / 19      | 0 / 157   | Estável |
| Votos Inválidos         | Votos Inválidos                | 462    | 2,58 / 100,00   | 0,39 |             |           |         |
| Total                   | Total                          | 17 951 | 100,00 / 100,00 |      | 19 / 19     | 157 / 157 |         |
| Eleitorado/Participação | Eleitorado/Participação        | 31 977 | 56,14 / 100,00  | 1,28 |             |           |         |

### Calheta

#### Câmara Municipal
| Partido                 | Partido                  | Votos | %               | +/-  | Vereadores | +/-     |
| ----------------------- | ------------------------ | ----- | --------------- | ---- | ---------- | ------- |
|                         | Partido Social Democrata | 1 378 | 52,18 / 100,00  | 0,36 | 3 / 5      | Estável |
|                         | Partido Socialista       | 1 207 | 45,70 / 100,00  | 0,07 | 2 / 5      | Estável |
| Votos Inválidos         | Votos Inválidos          | 56    | 2,12 / 100,00   | 0,31 |            |         |
| Total                   | Total                    | 2 641 | 100,00 / 100,00 |      | 5 / 5      |         |
| Eleitorado/Participação | Eleitorado/Participação  | 3 791 | 69,66 / 100,00  | 1,86 |            |         |

#### Assembleia Municipal
| Partido                 | Partido                  | Votos | %               | +/-  | Deputados | +/-     |
| ----------------------- | ------------------------ | ----- | --------------- | ---- | --------- | ------- |
|                         | Partido Social Democrata | 1 387 | 52,52 / 100,00  | 0,74 | 8 / 15    | Estável |
|                         | Partido Socialista       | 1 184 | 44,83 / 100,00  | 0,96 | 7 / 15    | Estável |
| Votos Inválidos         | Votos Inválidos          | 70    | 2,65 / 100,00   | 0,22 |           |         |
| Total                   | Total                    | 2 641 | 100,00 / 100,00 |      | 15 / 15   |         |
| Eleitorado/Participação | Eleitorado/Participação  | 3 791 | 69,66 / 100,00  | 1,86 |           |         |

#### Juntas de Freguesia
| Partido                 | Partido                  | Votos | %               | +/-   | Presidentes | Mandatos | +/- |
| ----------------------- | ------------------------ | ----- | --------------- | ----- | ----------- | -------- | --- |
|                         | Partido Social Democrata | 1 646 | 62,32 / 100,00  | 10,82 | 4 / 5       | 24 / 39  | 2   |
|                         | Partido Socialista       | 940   | 35,59 / 100,00  | 3,00  | 1 / 5       | 15 / 39  | 4   |
| Votos Inválidos         | Votos Inválidos          | 55    | 2,08 / 100,00   | 0,92  |             |          |     |
| Total                   | Total                    | 2 641 | 100,00 / 100,00 |       | 5 / 5       | 39 / 39  | 2   |
| Eleitorado/Participação | Eleitorado/Participação  | 3 791 | 69,66 / 100,00  | 1,86  |             |          |     |

### Corvo

#### Câmara Municipal
| Partido                 | Partido                  | Votos | %               | +/-  | Vereadores | +/- |
| ----------------------- | ------------------------ | ----- | --------------- | ---- | ---------- | --- |
|                         | Partido Socialista       | 180   | 64,98 / 100,00  | 4,70 | 4 / 5      | 1   |
|                         | Partido Social Democrata | 87    | 31,41 / 100,00  | -    | 1 / 5      | -   |
| Votos Inválidos         | Votos Inválidos          | 10    | 3,62 / 100,00   | 1,88 |            |     |
| Total                   | Total                    | 277   | 100,00 / 100,00 |      | 5 / 5      |     |
| Eleitorado/Participação | Eleitorado/Participação  | 352   | 78,69 / 100,00  | 3,31 |            |     |

#### Assembleia Municipal
| Partido                 | Partido                    | Votos | %               | +/-   | Deputados | +/- |
| ----------------------- | -------------------------- | ----- | --------------- | ----- | --------- | --- |
|                         | Partido Socialista         | 181   | 65,34 / 100,00  | 26,66 | 11 / 15   | 5   |
|                         | Partido Popular Monárquico | 80    | 28,88 / 100,00  | 1,43  | 4 / 15    | 1   |
| Votos Inválidos         | Votos Inválidos            | 16    | 5,78 / 100,00   | 3,34  |           |     |
| Total                   | Total                      | 277   | 100,00 / 100,00 |       | 15 / 15   |     |
| Eleitorado/Participação | Eleitorado/Participação    | 352   | 78,69 / 100,00  | 3,31  |           |     |

### Horta

#### Câmara Municipal
| Partido                 | Partido                        | Votos  | %               | +/-   | Vereadores | +/-     |
| ----------------------- | ------------------------------ | ------ | --------------- | ----- | ---------- | ------- |
|                         | Partido Socialista             | 3 834  | 45,17 / 100,00  | 7,03  | 4 / 7      | 1       |
|                         | Partido Social Democrata       | 3 447  | 40,62 / 100,00  | 10,58 | 3 / 7      | 1       |
|                         | Coligação Democrática Unitária | 779    | 9,18 / 100,00   | 17,56 | 0 / 7      | 2       |
|                         | Bloco de Esquerda              | 123    | 1,45 / 100,00   | 0,43  | 0 / 7      | Estável |
|                         | CDS – Partido Popular          | 105    | 1,24 / 100,00   | 0,78  | 0 / 7      | Estável |
| Votos Inválidos         | Votos Inválidos                | 199    | 2,35 / 100,00   | 0,31  |            |         |
| Total                   | Total                          | 8 487  | 100,00 / 100,00 |       | 7 / 7      |         |
| Eleitorado/Participação | Eleitorado/Participação        | 13 044 | 65,06 / 100,00  | 0,70  |            |         |

#### Assembleia Municipal
| Partido                 | Partido                        | Votos  | %               | +/-  | Deputados | +/-     |
| ----------------------- | ------------------------------ | ------ | --------------- | ---- | --------- | ------- |
|                         | Partido Social Democrata       | 3 610  | 42,53 / 100,00  | 8,62 | 10 / 21   | 2       |
|                         | Partido Socialista             | 3 463  | 40,80 / 100,00  | 0,06 | 9 / 21    | Estável |
|                         | Coligação Democrática Unitária | 771    | 9,08 / 100,00   | 7,75 | 2 / 21    | 2       |
|                         | Bloco de Esquerda              | 266    | 3,13 / 100,00   | 1,33 | 0 / 21    | Estável |
|                         | CDS – Partido Popular          | 159    | 1,87 / 100,00   | 1,27 | 0 / 21    | Estável |
| Votos Inválidos         | Votos Inválidos                | 219    | 2,58 / 100,00   | 0,10 |           |         |
| Total                   | Total                          | 8 488  | 100,00 / 100,00 |      | 21 / 21   |         |
| Eleitorado/Participação | Eleitorado/Participação        | 13 044 | 65,07 / 100,00  | 0,69 |           |         |

#### Juntas de Freguesia
| Partido                 | Partido                        | Votos  | %               | +/-  | Presidentes | Mandatos  | +/- |
| ----------------------- | ------------------------------ | ------ | --------------- | ---- | ----------- | --------- | --- |
|                         | Partido Socialista             | 3 997  | 47,10 / 100,00  | 0,13 | 7 / 13      | 52 / 103  | 1   |
|                         | Partido Social Democrata       | 3 553  | 41,86 / 100,00  | 3,85 | 6 / 13      | 47 / 103  | 3   |
|                         | Coligação Democrática Unitária | 576    | 6,79 / 100,00   | 3,25 | 0 / 13      | 4 / 103   | 2   |
|                         | Bloco de Esquerda              | 127    | 1,50 / 100,00   | -    | 0 / 13      | 0 / 103   | -   |
| Votos Inválidos         | Votos Inválidos                | 234    | 2,76 / 100,00   | 0,20 |             |           |     |
| Total                   | Total                          | 8 487  | 100,00 / 100,00 |      | 13 / 13     | 103 / 103 | 2   |
| Eleitorado/Participação | Eleitorado/Participação        | 13 044 | 65,06 / 100,00  | 0,70 |             |           |     |

### Lagoa

#### Câmara Municipal
| Partido                 | Partido                        | Votos  | %               | +/-  | Vereadores | +/-     |
| ----------------------- | ------------------------------ | ------ | --------------- | ---- | ---------- | ------- |
|                         | Partido Socialista             | 3 979  | 66,36 / 100,00  | 2,53 | 5 / 7      | Estável |
|                         | Partido Social Democrata       | 1 523  | 25,40 / 100,00  | 3,07 | 2 / 7      | Estável |
|                         | CDS – Partido Popular          | 230    | 3,84 / 100,00   | 1,08 | 0 / 7      | Estável |
|                         | Coligação Democrática Unitária | 78     | 1,30 / 100,00   | 0,11 | 0 / 7      | Estável |
| Votos Inválidos         | Votos Inválidos                | 186    | 3,10 / 100,00   | 0,65 |            |         |
| Total                   | Total                          | 5 996  | 100,00 / 100,00 |      | 7 / 7      |         |
| Eleitorado/Participação | Eleitorado/Participação        | 12 038 | 49,81 / 100,00  | 1,78 |            |         |

#### Assembleia Municipal
| Partido                 | Partido                        | Votos  | %               | +/-  | Deputados | +/-     |
| ----------------------- | ------------------------------ | ------ | --------------- | ---- | --------- | ------- |
|                         | Partido Socialista             | 3 507  | 58,49 / 100,00  | 1,07 | 13 / 21   | 1       |
|                         | Partido Social Democrata       | 1 935  | 32,27 / 100,00  | 0,37 | 7 / 21    | Estável |
|                         | CDS – Partido Popular          | 266    | 4,44 / 100,00   | 1,65 | 1 / 21    | 1       |
|                         | Coligação Democrática Unitária | 99     | 1,65 / 100,00   | 0,08 | 0 / 21    | Estável |
| Votos Inválidos         | Votos Inválidos                | 189    | 3,15 / 100,00   | 0,87 |           |         |
| Total                   | Total                          | 5 996  | 100,00 / 100,00 |      | 21 / 21   |         |
| Eleitorado/Participação | Eleitorado/Participação        | 12 038 | 49,81 / 100,00  | 1,78 |           |         |

#### Juntas de Freguesia
| Partido                 | Partido                        | Votos  | %               | +/-  | Presidentes | Mandatos | +/-     |
| ----------------------- | ------------------------------ | ------ | --------------- | ---- | ----------- | -------- | ------- |
|                         | Partido Socialista             | 3 216  | 53,64 / 100,00  | 1,47 | 4 / 5       | 27 / 43  | 2       |
|                         | Partido Social Democrata       | 2 279  | 38,01 / 100,00  | 2,75 | 1 / 5       | 15 / 43  | 3       |
|                         | CDS – Partido Popular          | 249    | 4,15 / 100,00   | 2,02 | 0 / 5       | 1 / 43   | 1       |
|                         | Coligação Democrática Unitária | 57     | 0,95 / 100,00   | 0,29 | 0 / 5       | 0 / 43   | Estável |
| Votos Inválidos         | Votos Inválidos                | 195    | 3,25 / 100,00   | 0,45 |             |          |         |
| Total                   | Total                          | 5 996  | 100,00 / 100,00 |      | 5 / 5       | 43 / 43  |         |
| Eleitorado/Participação | Eleitorado/Participação        | 12 038 | 49,81 / 100,00  | 1,78 |             |          |         |

### Lajes das Flores

#### Câmara Municipal
| Partido                 | Partido                  | Votos | %               | +/-  | Vereadores | +/-     |
| ----------------------- | ------------------------ | ----- | --------------- | ---- | ---------- | ------- |
|                         | Partido Social Democrata | 558   | 53,86 / 100,00  | 4,74 | 3 / 5      | Estável |
|                         | Partido Socialista       | 465   | 44,88 / 100,00  | 2,67 | 2 / 5      | Estável |
| Votos Inválidos         | Votos Inválidos          | 13    | 1,25 / 100,00   | 2,08 |            |         |
| Total                   | Total                    | 1 036 | 100,00 / 100,00 |      | 5 / 5      |         |
| Eleitorado/Participação | Eleitorado/Participação  | 1 280 | 80,94 / 100,00  | 2,81 |            |         |

#### Assembleia Municipal
| Partido                 | Partido                  | Votos | %               | +/-   | Deputados | +/- |
| ----------------------- | ------------------------ | ----- | --------------- | ----- | --------- | --- |
|                         | Partido Social Democrata | 521   | 50,29 / 100,00  | 16,14 | 8 / 15    | 3   |
|                         | Partido Socialista       | 490   | 47,30 / 100,00  | 9,33  | 7 / 15    | 1   |
| Votos Inválidos         | Votos Inválidos          | 25    | 2,42 / 100,00   | 1,50  |           |     |
| Total                   | Total                    | 1 036 | 100,00 / 100,00 |       | 15 / 15   |     |
| Eleitorado/Participação | Eleitorado/Participação  | 1 280 | 80,94 / 100,00  | 2,81  |           |     |

#### Juntas de Freguesia
| Partido                 | Partido                  | Votos | %               | +/-   | Presidentes | Mandatos | +/- |
| ----------------------- | ------------------------ | ----- | --------------- | ----- | ----------- | -------- | --- |
|                         | Partido Social Democrata | 425   | 49,19 / 100,00  | 2,81  | 2 / 4       | 15 / 28  | 2   |
|                         | Partido Socialista       | 420   | 48,61 / 100,00  | 31,41 | 2 / 4       | 13 / 28  | 6   |
| Votos Inválidos         | Votos Inválidos          | 19    | 2,19 / 100,00   | 2,43  |             |          |     |
| Total                   | Total                    | 864   | 100,00 / 100,00 |       | 4 / 4       | 28 / 28  |     |
| Eleitorado/Participação | Eleitorado/Participação  | 1 059 | 81,59 / 100,00  | 16,14 |             |          |     |

### Lajes do Pico
| Partido                 | Partido                  | Votos | %               | +/-  | Vereadores | +/- |
| ----------------------- | ------------------------ | ----- | --------------- | ---- | ---------- | --- |
|                         | Partido Socialista       | 1 684 | 50,51 / 100,00  | 3,84 | 3 / 5      | 1   |
|                         | Partido Social Democrata | 1 592 | 47,75 / 100,00  | 3,12 | 2 / 5      | 1   |
| Votos Inválidos         | Votos Inválidos          | 58    | 1,74 / 100,00   | 0,72 |            |     |
| Total                   | Total                    | 3 334 | 100,00 / 100,00 |      | 5 / 5      |     |
| Eleitorado/Participação | Eleitorado/Participação  | 4 452 | 74,89 / 100,00  | 1,65 |            |     |

### Madalena
| Partido                 | Partido                        | Votos | %               | +/-  | Vereadores | +/-     |
| ----------------------- | ------------------------------ | ----- | --------------- | ---- | ---------- | ------- |
|                         | Partido Social Democrata       | 2 341 | 64,14 / 100,00  | 6,96 | 4 / 5      | 1       |
|                         | Partido Socialista             | 1 138 | 31,18 / 100,00  | 5,20 | 1 / 5      | 1       |
|                         | Coligação Democrática Unitária | 76    | 2,08 / 100,00   | 1,19 | 0 / 5      | Estável |
| Votos Inválidos         | Votos Inválidos                | 95    | 2,60 / 100,00   | 0,55 |            |         |
| Total                   | Total                          | 3 650 | 100,00 / 100,00 |      | 5 / 5      |         |
| Eleitorado/Participação | Eleitorado/Participação        | 5 284 | 69,08 / 100,00  | 4,37 |            |         |

### Nordeste
| Partido                 | Partido                  | Votos | %               | +/-  | Vereadores | +/-     |
| ----------------------- | ------------------------ | ----- | --------------- | ---- | ---------- | ------- |
|                         | Partido Social Democrata | 1 965 | 56,50 / 100,00  | 6,90 | 3 / 5      | Estável |
|                         | Partido Socialista       | 1 392 | 40,02 / 100,00  | 7,03 | 2 / 5      | Estável |
| Votos Inválidos         | Votos Inválidos          | 121   | 3,48 / 100,00   | 0,13 |            |         |
| Total                   | Total                    | 3 478 | 100,00 / 100,00 |      | 5 / 5      |         |
| Eleitorado/Participação | Eleitorado/Participação  | 4 696 | 74,06 / 100,00  | 3,63 |            |         |

### Ponta Delgada
| Partido                 | Partido                        | Votos  | %               | +/-  | Vereadores | +/-     |
| ----------------------- | ------------------------------ | ------ | --------------- | ---- | ---------- | ------- |
|                         | Partido Social Democrata       | 17 419 | 60,69 / 100,00  | 6,50 | 6 / 9      | 1       |
|                         | Partido Socialista             | 8 903  | 31,02 / 100,00  | 5,86 | 3 / 9      | 1       |
|                         | CDS – Partido Popular          | 792    | 2,76 / 100,00   | 1,32 | 0 / 9      | Estável |
|                         | Bloco de Esquerda              | 599    | 2,09 / 100,00   | 0,10 | 0 / 9      | Estável |
|                         | Coligação Democrática Unitária | 480    | 1,67 / 100,00   | 0,27 | 0 / 9      | Estável |
| Votos Inválidos         | Votos Inválidos                | 509    | 1,77 / 100,00   | 0,50 |            |         |
| Total                   | Total                          | 28 702 | 100,00 / 100,00 |      | 9 / 9      |         |
| Eleitorado/Participação | Eleitorado/Participação        | 60 721 | 47,27 / 100,00  | 0,04 |            |         |

### Povoação
| Partido                 | Partido                        | Votos | %               | +/-   | Vereadores | +/-     |
| ----------------------- | ------------------------------ | ----- | --------------- | ----- | ---------- | ------- |
|                         | Partido Socialista             | 2 464 | 57,25 / 100,00  | 10,94 | 3 / 5      | 1       |
|                         | Partido Social Democrata       | 1 713 | 39,80 / 100,00  | 11,77 | 2 / 5      | 1       |
|                         | Coligação Democrática Unitária | 32    | 0,74 / 100,00   | 0,15  | 0 / 5      | Estável |
| Votos Inválidos         | Votos Inválidos                | 95    | 2,21 / 100,00   | 0,69  |            |         |
| Total                   | Total                          | 4 304 | 100,00 / 100,00 |       | 5 / 5      |         |
| Eleitorado/Participação | Eleitorado/Participação        | 6 204 | 69,37 / 100,00  | 0,12  |            |         |

### Ribeira Grande
| Partido                 | Partido                        | Votos  | %               | +/-  | Vereadores | +/-     |
| ----------------------- | ------------------------------ | ------ | --------------- | ---- | ---------- | ------- |
|                         | Partido Socialista             | 7 352  | 54,54 / 100,00  | 3,09 | 4 / 7      | Estável |
|                         | Partido Social Democrata       | 4 864  | 36,09 / 100,00  | 5,92 | 3 / 7      | Estável |
|                         | Bloco de Esquerda              | 467    | 3,46 / 100,00   | 1,94 | 0 / 7      | Estável |
|                         | CDS – Partido Popular          | 272    | 2,02 / 100,00   | 1,25 | 0 / 7      | Estável |
|                         | Coligação Democrática Unitária | 203    | 1,51 / 100,00   | 0,21 | 0 / 7      | Estável |
| Votos Inválidos         | Votos Inválidos                | 321    | 2,38 / 100,00   | 0,56 |            |         |
| Total                   | Total                          | 13 479 | 100,00 / 100,00 |      | 7 / 7      |         |
| Eleitorado/Participação | Eleitorado/Participação        | 25 372 | 53,13 / 100,00  | 3,04 |            |         |

### Santa Cruz da Graciosa
| Partido                 | Partido                  | Votos | %               | +/-  | Vereadores | +/- |
| ----------------------- | ------------------------ | ----- | --------------- | ---- | ---------- | --- |
|                         | Partido Socialista       | 1 494 | 52,49 / 100,00  | 6,22 | 3 / 5      | 1   |
|                         | Partido Social Democrata | 1 288 | 45,26 / 100,00  | 4,02 | 2 / 5      | 1   |
| Votos Inválidos         | Votos Inválidos          | 64    | 2,25 / 100,00   | 0,49 |            |     |
| Total                   | Total                    | 2 846 | 100,00 / 100,00 |      | 5 / 5      |     |
| Eleitorado/Participação | Eleitorado/Participação  | 4 280 | 66,50 / 100,00  | 3,50 |            |     |

### Santa Cruz das Flores
| Partido                 | Partido                        | Votos | %               | +/-  | Vereadores | +/- |
| ----------------------- | ------------------------------ | ----- | --------------- | ---- | ---------- | --- |
|                         | Partido Socialista             | 785   | 56,35 / 100,00  | 6,41 | 4 / 5      | 1   |
|                         | Partido Social Democrata       | 315   | 22,61 / 100,00  | -    | 1 / 5      | -   |
|                         | CDS – Partido Popular          | 184   | 13,21 / 100,00  | -    | 0 / 5      | -   |
|                         | Coligação Democrática Unitária | 81    | 5,81 / 100,00   | -    | 0 / 5      | -   |
| Votos Inválidos         | Votos Inválidos                | 28    | 2,01 / 100,00   | 2,20 |            |     |
| Total                   | Total                          | 1 393 | 100,00 / 100,00 |      | 5 / 5      |     |
| Eleitorado/Participação | Eleitorado/Participação        | 2 004 | 69,51 / 100,00  | 3,06 |            |     |

### São Roque do Pico
| Partido                 | Partido                        | Votos | %               | +/-  | Vereadores | +/-     |
| ----------------------- | ------------------------------ | ----- | --------------- | ---- | ---------- | ------- |
|                         | Partido Social Democrata       | 1 292 | 56,37 / 100,00  | 6,76 | 3 / 5      | Estável |
|                         | Partido Socialista             | 917   | 40,01 / 100,00  | 5,03 | 2 / 5      | Estável |
|                         | CDS – Partido Popular          | 24    | 1,05 / 100,00   | 0,81 | 0 / 5      | Estável |
|                         | Coligação Democrática Unitária | 14    | 0,61 / 100,00   | 0,34 | 0 / 5      | Estável |
| Votos Inválidos         | Votos Inválidos                | 45    | 1,97 / 100,00   | 0,57 |            |         |
| Total                   | Total                          | 2 292 | 100,00 / 100,00 |      | 5 / 5      |         |
| Eleitorado/Participação | Eleitorado/Participação        | 3 204 | 71,54 / 100,00  | 4,56 |            |         |

### Velas
| Partido                 | Partido                  | Votos | %               | +/-   | Vereadores | +/-     |
| ----------------------- | ------------------------ | ----- | --------------- | ----- | ---------- | ------- |
|                         | Partido Socialista       | 1 770 | 50,10 / 100,00  | 6,38  | 3 / 5      | 1       |
|                         | Partido Social Democrata | 1 256 | 35,55 / 100,00  | 11,59 | 2 / 5      | 1       |
|                         | CDS – Partido Popular    | 399   | 11,29 / 100,00  | 6,66  | 0 / 5      | Estável |
|                         | Bloco de Esquerda        | 21    | 0,59 / 100,00   | 0,29  | 0 / 5      | Estável |
| Votos Inválidos         | Votos Inválidos          | 87    | 2,47 / 100,00   | 0,31  |            |         |
| Total                   | Total                    | 3 533 | 100,00 / 100,00 |       | 5 / 5      |         |
| Eleitorado/Participação | Eleitorado/Participação  | 5 042 | 70,07 / 100,00  | 1,97  |            |         |

### Vila do Porto
| Partido                 | Partido                        | Votos | %               | +/-   | Vereadores | +/-     |
| ----------------------- | ------------------------------ | ----- | --------------- | ----- | ---------- | ------- |
|                         | Partido Social Democrata       | 1 715 | 55,85 / 100,00  | 20,25 | 3 / 5      | 1       |
|                         | Partido Socialista             | 1 134 | 36,93 / 100,00  | 20,02 | 2 / 5      | 1       |
|                         | Coligação Democrática Unitária | 142   | 4,62 / 100,00   | 1,44  | 0 / 5      | Estável |
|                         | CDS – Partido Popular          | 18    | 0,59 / 100,00   | 0,50  | 0 / 5      | Estável |
| Votos Inválidos         | Votos Inválidos                | 62    | 2,02 / 100,00   | 1,16  |            |         |
| Total                   | Total                          | 3 071 | 100,00 / 100,00 |       | 5 / 5      |         |
| Eleitorado/Participação | Eleitorado/Participação        | 5 034 | 61,01 / 100,00  | 10,41 |            |         |

### Vila Franca do Campo
| Partido                 | Partido                        | Votos | %               | +/-   | Vereadores | +/-     |
| ----------------------- | ------------------------------ | ----- | --------------- | ----- | ---------- | ------- |
|                         | Partido Socialista             | 3 728 | 58,05 / 100,00  | 16,93 | 3 / 5      | 1       |
|                         | Partido Social Democrata       | 2 234 | 34,79 / 100,00  | 20,60 | 2 / 5      | 1       |
|                         | CDS – Partido Popular          | 244   | 3,80 / 100,00   | -     | 0 / 5      | -       |
|                         | Coligação Democrática Unitária | 38    | 0,59 / 100,00   | 0,54  | 0 / 5      | Estável |
| Votos Inválidos         | Votos Inválidos                | 178   | 2,77 / 100,00   | 0,41  |            |         |
| Total                   | Total                          | 6 422 | 100,00 / 100,00 |       | 5 / 5      |         |
| Eleitorado/Participação | Eleitorado/Participação        | 9 846 | 65,22 / 100,00  | 0,50  |            |         |

### Vila Praia da Vitória
| Partido                 | Partido                  | Votos  | %               | +/-   | Vereadores | +/-     |
| ----------------------- | ------------------------ | ------ | --------------- | ----- | ---------- | ------- |
|                         | Partido Socialista       | 7 304  | 69,50 / 100,00  | 20,92 | 5 / 7      | 1       |
|                         | Partido Social Democrata | 2 505  | 23,84 / 100,00  | 21,43 | 2 / 7      | 1       |
|                         | CDS – Partido Popular    | 396    | 3,77 / 100,00   | 0,91  | 0 / 7      | Estável |
|                         | Bloco de Esquerda        | 92     | 0,88 / 100,00   | 0,19  | 0 / 7      | Estável |
| Votos Inválidos         | Votos Inválidos          | 212    | 2,02 / 100,00   | 0,24  |            |         |
| Total                   | Total                    | 10 509 | 100,00 / 100,00 |       | 7 / 7      |         |
| Eleitorado/Participação | Eleitorado/Participação  | 18 782 | 55,95 / 100,00  | 6,41  |            |         |